# Trichosanthes scabra
Trichosanthes scabra är en gurkväxtart som beskrevs av João de Loureiro. Trichosanthes scabra ingår i släktet Trichosanthes och familjen gurkväxter. Utöver nominatformen finns också underarten T. s. penicaudii.